# Стивен, Лесли

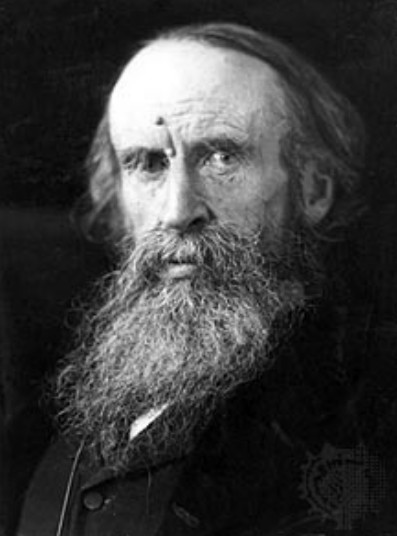
Сэр Л. Стивен (1902)

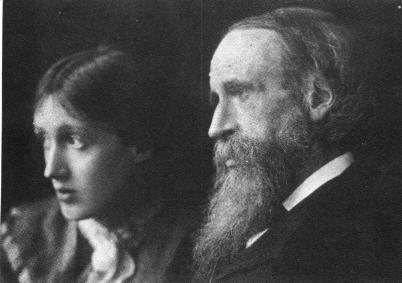
Сэр Л. Стивен с дочерью Вирджинией

Сэр Ле́сли Сти́вен (англ. Leslie Stephen, 28 ноября 1832, Лондон — 22 февраля 1904, Кенсингтон [ныне в черте Лондона]) — английский (британский) историк, писатель
, литературный критик и альпинист, редактор Национального биографического словаря (1885—1891); отец писательницы Вирджинии Вулф и художницы Ванессы Белл. Один из членов-учредителей Британской академии (в 1902), член Американского антикварного общества (с 1901). Кавалер ордена Бани (1902).

## Жизнь и творчество
Лесли Стивен был сыном сэра Джеймса Стивена, чиновника-секретаря по делам колоний. В первом браке был женат на Гэрриет Мэриен Теккерей, дочери писателя Уильяма Теккерея (скончалась в 1875 году). Дочь его от этого брака, Лаура, была психически больным человеком. Вторым браком был женат на Джулии Даркуорт, также ранее бывшей замужем и имевшей уже трёх детей — Генри, Стеллу и Джеральда. В своём новом браке Л. Стивен и его супруга имели четырёх детей — Ванессу, Тоби, Вирджинию (впоследствии — писательница Вирджиния Вулф) и Адриана. После того, как в 1895 году Джулия скончалась, Л. Стивен впал в тяжёлую депрессию и отказывался покидать свой кабинет. Хозяйство вела сперва Стелла Даркуорт, затем — Ванесса Стивен. После тяжёлой ссоры Ванессы с отцом она поддерживала контакты с ним через сестру Вирджинию. Скончался Л. Стивен в феврале 1904 года от рака простаты после болезни, длившейся два года.
В 1876 году Л. Стивен издаёт одну из своих важнейших работ: «Историю английской мысли в XVIII веке» (History of English Thought in the Eighteenth Century), не утратившую своего значения вплоть до настоящего времени (последнее переиздание вышло в 2005 году). Он был также первым издателем «Национального биографического словаря» (Dictionary of National Biography), для которого сам написал ряд биографий выдающихся деятелей Англии. В 1871—1882 годах сэр Л. Стивен издаёт журнал «Корнхилл» (Cornhill). Был директором Лондонской библиотеки, заняв это место после выдающегося поэта, сэра Альфреда Теннисона. Л. Стивен был последовательным агностиком, изложив основы этого учения в своём сочинении «Апология агностицизма» (An Agnostic’s Apology). 26 июня 1902 года он получает звание рыцаря-командора ордена Бани.
Во время своей учёбы в Кембриджском университете Л. Стивен активно занимается спортом, будучи превосходным бегуном и гребцом. Во времена так называемой «Золотой эры альпинизма» он в 1858—1864 годах первым покорил ряд вершин в Альпах, среди них Вильдштрубель (11 сентября 1858 года), Бичхорн (11 августа 1859 года), Шрекхорн (16 августа 1861 года), Монте-Дисграция (23 августа 1862 года), и другие. Поднимался на вершины он как правило совместно со швейцарским проводником Мельхиором Андереггом.
В течение нескольких лет Л. Стивен возглавлял британский Альпийский клуб, будучи одним из его основателей и президентом (1865-68), а также редактором ежегодно издаваемого «Альпийского журнала» (1868—1872).

## Сочинения (избранное)
- Peaks, passes and glaciers (1862)
- The Playground of Europe (1871)
- Essays on Free Thinking and Plain Speaking (1873)
- The History of English Thought in the Eighteenth Century (1876)
- Hours in a Library (1874-79)
- The Science of Ethics (1882)
- Dictionary of National Biography (1885 ff., основатель и издатель первых 26 т.т.)
- An Agnostic’s Apology (1893)
- The Utilitarians (1900)
- Studies of a Biographer (4 volumes, 1898—1902)
- English Literature and Society in the Eighteenth Century. Ford Lectures, (1903, 1904)
- Life of Henry Fawcett (1885)
- Life of Sir James Fitzjames Stephen (1895)
- The Poll Degree from a Third Point of View (1863)
- Social Rights and Duties. Addresses to Ethical Societies 2 vol (1896)
- The «Times» on the American War: A Historical Study (1865)
- Биографии Сэмюэля Джонсона, Александра Поупа, Джонатана Свифта, Джорджа Элиота и Томаса Гоббса.

## Дополнения
- Leslie Stephen, Mark A. Reger, John W. Bicknell (изд.): Selected Letters of Leslie Stephen: 1882—1904: 002; Oxford University Press, 1996, ISBN 0-8142-0691-3
- Brian D. Stenfors: Signs of the Times: Leslie Stephen’s Letters to The Nation from 1866—1873 (American University Studies Series IV, English Language and Literature); Lang, Peter New York, 1996, ISBN 0-8204-1885-4